# 16215 Венкатраман
16215 Венкатраман (16215 Venkatraman) — астероїд головного поясу, відкритий 11 лютого 2000 року.
Тіссеранів параметр щодо Юпітера — 3,650.